# Erreur HTTP 451

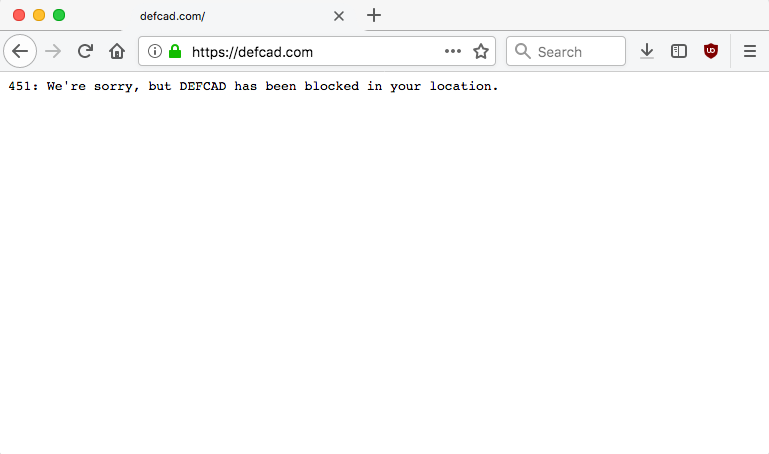
Un code d’état 451 renvoyé par le site web de Defense Distributed à un client en Pennsylvanie le 30 juillet 2018.

En informatique de réseau, l'erreur 451 (« Unavailable For Legal Reasons ») est un code d'erreur du protocole de communication HTTP, renvoyé par un serveur HTTP pour indiquer que la ressource demandée (généralement une page web) est inaccessible pour des raisons d'ordre juridique,.
Il s'agit donc d'une erreur similaire à l'erreur 403 (« Forbidden ») (avec laquelle elle partage le premier « 4 » indiquant l'indisponibilité de la ressource), apportant à celle-ci la précision du motif de l'indisponibilité. L'erreur pourrait servir à indiquer qu'une page est censurée sur un réseau par un gouvernement ou une décision de justice. Une éventuelle page d'erreur permettrait de donner des informations quant à la décision de justice rendant la page indisponible légalement, décision pouvant toucher à la sécurité nationale, au droit d'auteur, à la vie privée, au blasphème…
Cependant, afin de masquer la censure, certains gouvernements pourraient interdire l'usage de ce code, en utilisant une obligation de silence. Proposé en 2012 peu après la mort de Ray Bradbury, ce code HTTP fait directement référence à son roman de science-fiction dystopique Fahrenheit 451, dont le thème est la violente censure des œuvres littéraires reposant sur l'autodafé. Le nombre 451 fait référence à la température en degrés Fahrenheit à laquelle le papier s'enflamme sans besoin d'une flamme extérieure.
Le code HTTP 451 est approuvé par l'IESG le 18 décembre 2015, mais était déjà utilisé avant son approbation officielle. Son utilisation, par les différents acteurs de l'internet, est facultative. GitHub a annoncé le 17 mars 2016 son implémentation sur son site pour les ressources inaccessibles à cause d'une requête DMCA.
Mark Nottingham, président du groupe de travail HTTP de l'IETF, indique : « Je pense que des gouvernements restrictifs vont refuser l'utilisation du code 451 pour cacher ce qu'ils font. Nous ne pouvons pas stopper ça, mais si des gouvernements vont dans ce sens, ils enverront un signal fort à leurs citoyens sur leur intention. »